# Rendez-vous chez Max's
Pour plus de détails, voir Fiche technique et Distribution.
Rendez-vous chez Max's (Inside Moves) est un film américain réalisé par Richard Donner et sorti en 1980.

## Synopsis
Après une tentative de suicide par défenestration, Roary apprend à vivre avec ses difformités. Au cours d'une promenade, il découvre à Oakland un bar essentiellement fréquenté par des handicapés, Chez Max (Max's en VO). Roary y fait la connaissance de Jerry, un barman à la jambe abimée. Il décide de racheter le bar et s'associe avec Jerry. C'est alors qu'un joueur des Golden State Warriors prête de l'argent à Jerry pour son opération de la jambe. Remis sur pied et guéri, Jerry devient un joueur à succès de basket-ball. Mais en réalisant son rêve de toujours, Jerry abandonne ses vieux amis du Max's.

## Fiche technique
Sauf indication contraire, les informations mentionnées dans cette section peuvent être confirmées par la base de données cinématographiques IMDb,  présente dans la section « Liens externes ».
- Titre français : Rendez-vous chez Max's
- Titre original : Inside Moves
- Réalisation : Richard Donner
- Scénario : Valerie Curtin et Barry Levinson, d'après le roman Inside Moves de Todd Walton
- Musique : John Barry
- Photographie : László Kovács
- Montage : Frank Morriss
- Production : R. W. Goodwin, Les Jankey et Mark M. Tanz
- Société de production : Goodmark Productions Inc.
- Distribution : Associated Film Distribution (États-Unis),
- Pays de production :  États-Unis
- Format : Couleurs - 2,35:1 - Mono
- Genre : drame
- Durée : 113 minutes
- Dates de sortie[2] :
  - États-Unis : 19 décembre 1980 (New York)
  - France : 9 septembre 1981

## Distribution
- John Savage (VF : Bernard Murat) : Roland (Roary en VO)
- David Morse (VF : Dominique Collignon-Maurin) : Jerry Maxwell
- Diana Scarwid (VF : Jeanine Forney) : Louise
- Amy Wright (VF : Séverine Morisot) : Anne
- Tony Burton (VF : Jean-Claude Michel) : Lucius
- Bill Henderson (VF : Georges Aminel) : Blanchette (Blue Lewis en VO)
- Steve Kahan (VF : Marc de Georgi) : Burt
- Jack O'Leary (VF : Claude Joseph) : Max
- Bert Remsen (VF : Philippe Dumat) : Cochon (Stinky en VO)
- Harold Russell (VF : Claude Nicot) : Crochet (Wings en VO)
- Harold Sylvester (VF : Jean Roche) : Alvin Martin
- George Brenlin (VF : Richard Darbois) : Gil
- Margaret Fairchild (VF : Paule Emanuele) : Claire
- William Frankfather : Fryer
- Lee Frasier (VF : Marc François) : un voyou chez Maxwell
- Shawn Michaels : Fred
- Vince Trankina (VF : Jean-Louis Maury) : un voyou chez Maxwell
- Pete Liebengood (VF : Patrick Poivey) : lui-même, l'envoyé spécial
- Jim Pacheco (VF : Patrick Poivey) : l'arbitre
- Stephen C. Speidel (VF : Patrick Poivey) : l'ambulancier
- Mike Swan (VF : Georges Atlas) : le chauffeur de taxi
- Bob Westmoreland (VF : Georges Aubert) : l'agent de sécurité du stade

Joueurs des Golden State Warriors
- Clifford Ray
- Phil Smith
- John Lucas
- Robert Parish
- Sonny Parker
- Jo Jo White

## Production
C'est le premier film que tourne Richard Donner après son renvoi de Superman 2. Il avait tourné une grande partie du film, avant d'être remplacé par Richard Lester. En 2006 sort finalement sa version de Superman 2, Superman 2: The Richard Donner Cut. Dans le commentaire audio de cette version, le cinéaste déclare qu'il a fait Rendez-vous chez Max's pour passer à autre chose et se changer les idées. IL déclare que c'est « le plus petit film que je pouvais faire qui m'était tout simplement très proche et cher, à ce moment-là, et j'ai senti que cela allait me changer complètement l'esprit. »
Richard Donner a réussi à convaincre l'acteur Harold Russell, véritable amputé des mains, de sortir de sa retraite pour le film. Il n'avait plus tourné depuis Les Plus Belles Années de notre vie sorti en 1946. Il s'agit de la première apparition au cinéma de David Morse.
Le tournage a lieu à Los Angeles (notamment à Echo Park) et à Oakland (Oakland Coliseum,...).

## Distinction
- Oscars 1981 : nomination au prix de la meilleure actrice dans un second rôle de Diana Scarwid[6]